# Tour Telus
La Tour Telus es un rascacielos en la ciudad de Montreal, en la provincia de Quebec (Canadá). Fue construido en 1960, tiene 135,6 metros de altura y 34 plantas. La torre es obra del estudio de arquitectura Skidmore, Owings and Merrill. Su construcción tuvo lugar en 1962, el mismo año en que se diseñaron los rascacielos Place Ville-Marie y Tour CIBC.
El edificio, ubicado en 630 René-Lévesque Boulevard West, alberga la sede de Quebec del operador canadiense de telecomunicaciones Telus. Cuando se construyó, era la sede de Canadian Industries Limited, que le dio su primer nombre, CIL House. La torre es la duodécima más alta de la ciudad, después del 500 Place D'Armes y de la torre sur de Complexe Desjardins.